# Anta de Pedra de Anta
L'Anta de Pedra de Anta (aussi appelé Casal de Pedra de Anta) est un dolmen situé dans la freguesia de Malhada Sorda (pt), sur le territoire de la municipalité d'Almeida (district de Guarda, Portugal),. 
Le mot anta est l'équivalent portugais d'« ante » (pilier terminal d'un temple grec ou romain), mais il est aussi employé pour désigner les pierres d'un dolmen ou le dolmen lui-même. Environ 5 000 structures mégalithiques de ce type ont été construites au Néolithique dans l'ouest de la péninsule Ibérique par les successeurs de la culture de la céramique cardiale ou Cardial.
Le mot mamoa (pt) est utilisé dans le nord-ouest de la péninsule ibérique pour désigner les tumulus funéraires caractéristiques du Néolithique.
Il est classé Immeuble d'intérêt public (Catégorie IIP) depuis 2015 .

## Description
Ce monument mégalithique, construit à l'époque chalcolithique, est constitué de trois fins orthostate latérales de granit  préservées d'une hauteur d'environ 2,50 m qui forme la chambre funéraire et soutenant une petite dalle de recouvrement. Aucune trace d'allée couverte ou de tumulus (mamoa en portugais) n'a été trouvée. Il semble que des parties importantes du complexe mégalithique aient été utilisées dans la construction de trois maisons (aujourd'hui abandonnées) à proximité du monument.
La singularité du site réside dans l'existence de motifs peints sur la surface extérieure de la partie supérieure droite de l'une des dalless de soutènement, qui représentent principalement des éléments de filet et des cercles. Cependant, comme les monuments portugais n’étaient généralement pas conçus de manière externe, la contemporanéité des images est remise en question.